# Прохоров Василь Іванович
Василь Іванович Прохоров (1900—1943) — радянський воєначальник, генерал-майор, командир 80-ї ордена Леніна ім. Пролетаріату Донбасу стрілецької дивізії.

## Біографія
Василь Іванович Прохоров народився в слободі Хмелівка, на околиці Васильсурська. Закінчив 3 класи сільської школи. У 1919 році добровільно вступив у Червону армію та став курсантом піхотної школи, яку закінчив у 1920 році. Учасник Громадянської війни в Росії. На Південному фронті був командиром взводу та роти. У 1921 році брав участь в боях в Монголії. У наступні роки командував стрілецькими підрозділами. У 1932-1934 роках був помічником командира полку. В 1937 році закінчив Військову академію імені М. В. Фрунзе. Потім два роки був заступником начальника відділу Оперативного Управління Генерального штабу. На початку 1939 року став помічником командира 80-ї стрілецької дивізії, а в серпні — командиром дивізії. З нею в кінці 1939 — на початку 1940 року брав участь у війні з Фінляндією. Потім дивізія повернулася у свій округ.
З 27 вересня 1937 року мав звання комбриг, а 4 листопада 1939 року став полковником. 4 червня 1940 року В.І. Прохорову було присвоєно звання генерал-майора.
На фронтах Німецько-радянської війни з перших днів. 22 червня 1941 року 80-я стрілецька в складі 6-ї армії Південно-Західного фронту вступила в бій з наступаючими німецькими військами на Львівському напрямку. Брав участь у Київській оборонній операції. В серпні 80-а стрілецька дивізія потрапила в оточення під Уманню. В результаті запеклих боїв 5-6 серпня 1941 року дивізія була розгромлена, а її командир В.І. Прохоров потрапив у полон. Був відправлений до Німеччини в офіцерський табір для військовополонених «Хаммельбург». Восени 1942 року переведений у концтабір «Флоссенбюрг». У концтаборі став одним з керівників Опору. На співпрацю з противником не йшов.
10 лютого 1943 року, разом з групою керівників підпілля концтабору «Хаммельбург» (С. А. Ткаченко, П. Р. Новіков та інші) був заарештований і відправлений в Нюрнберзьку в'язницю гестапо. Там їм було пред'явлено звинувачення в організації підпілля, саботажі і більшовицькій пропаганді.
25 лютого 1943 року з товаришами був переведений в каторжний табір смерті «Хаммельбург» . Помер у концтаборі в жовтні 1943 року від побоїв і голоду.
|  | «У Флоссенбурзі Прохоров ударив капо і убив. Охоронці побили його до півсмерті. Потім, знесиленого, його відправили у ревір, де йому зробили смертельну ін'єкцію. Звідти відправили у крематорій, генерал Михайлов Н. Ф. свідок загибелі генерала Прохорова В. І. |

## Пам'ять

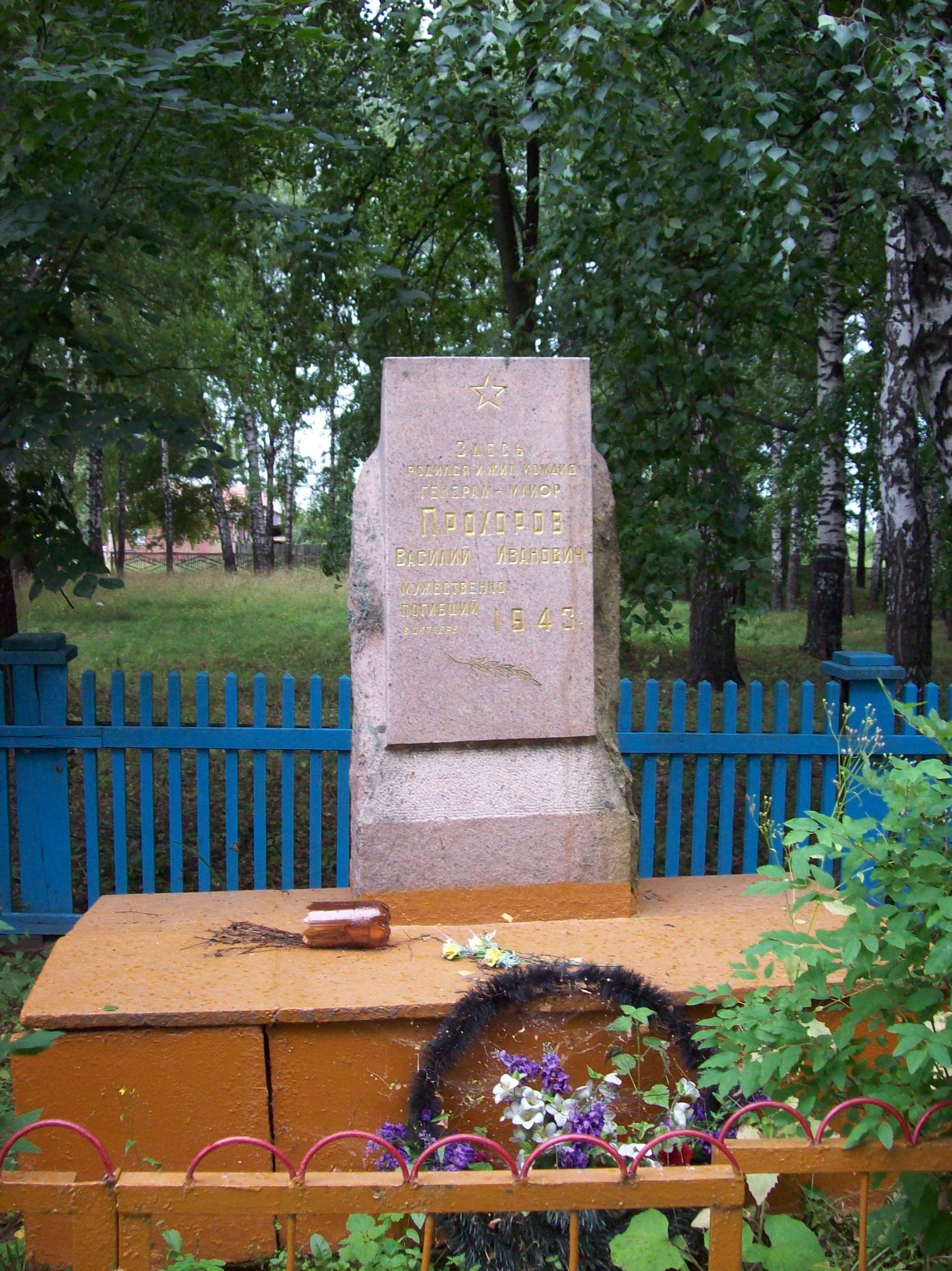
Пам'ятник генерал-майору В. І. Прохорову в Васильсурску

- У селищі Васільсурськ генерал-майору В. І. Прохорову. встановлено пам'ятник
- У Васильсурську його ім'ям названа вулиця.

## Нагороди
- Орден Червоного Прапора
- Медаль «XX років Робітничо-Селянській Червоній Армії»